# Tempio delle Tavole Palatine
Le Tavole Palatine (chiamate così forse in riferimento all'identificazione, in passato, col sito di un antico palazzo) sono i resti di un tempio dorico periptero esastilo del VI secolo a.C. dedicato alla divinità greca Hera. Il tempio, posto in prossimità del Bradano, era legato a un santuario extraurbano, del quale è emerso il muro del temenos e resti di un altare più antico.

## Storia
I resti del monumento sono situati nell'area archeologica di Metaponto, più precisamente sull'ultima ondulazione dei Givoni, antichi cordoni litoranei, presso la sponda destra del fiume Bradano, eretto sui resti di un antico villaggio neolitico, lungo la strada preistorica proveniente da Siris-Heraclea, a circa 3 km dall'antica città di Metaponto in Basilicata.
Il tempio, restaurato nel 1961, era stato inizialmente attribuito al culto della dea Atena, successivamente sul frammento di un vaso e delle statuette dove veniva raffigurata la dea Hera, trovato nel corso degli scavi archeologici del 1926, venne rinvenuta una dedica votiva alla dea Hera.
Fino al XIX secolo le Tavole Palatine erano localmente definite anche "Mensole Palatine" o "Colonne Palatine", probabilmente in ricordo alle lotte contro i Saraceni dei Paladini di Francia. Il tempio era anche chiamato "Scuola di Pitagora" o "Cattedra di Pitagora", in memoria del grande filosofo Pitagora. Nel medioevo era ancora chiamato "Mensae Imperatoris", probabilmente a ricordo dell'imperatore Ottone II che, nella spedizione contro i Saraceni del 982, si accampò a Metaponto.

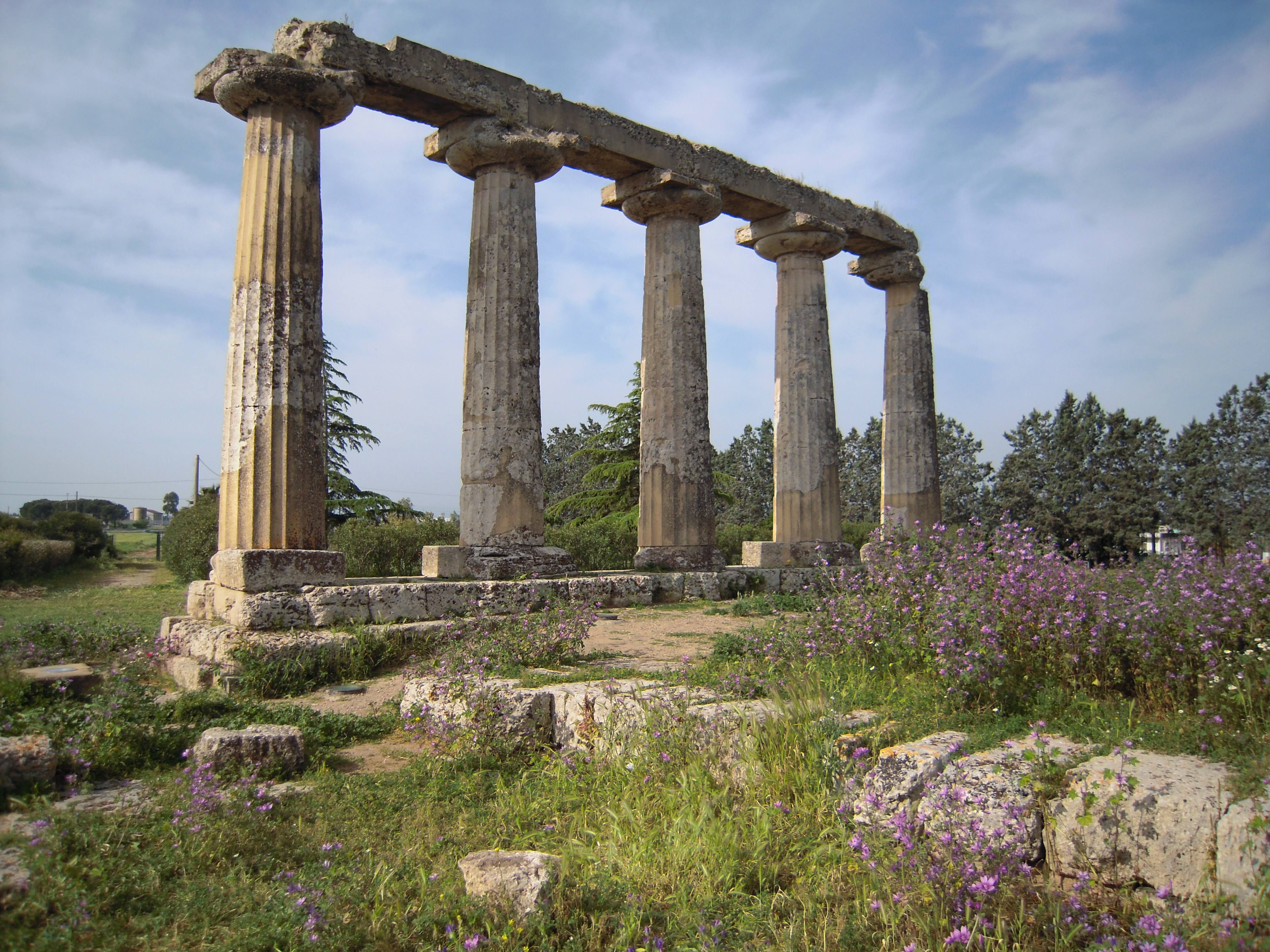
Resti del periptero meridionale e dello stilobate.

I resti del tempio, con al centro la cella dotata di adyton e preceduta da un pronao, sono composti da 15 colonne con 20 scanalature e capitelli di ordine dorico. Delle 15 colonne, 10 sono sul lato settentrionale e 5 sul meridionale. In origine le colonne erano 36, poiché il tempio era composto di una peristasi di 12 colonne sui lati lunghi e 6 sui lati corti. Lo stilobate era lungo 34,29 metri e largo 13,66 metri, la cella di 17,79 x 8,68 metri. Il tempio risulta molto degradato, poiché costruito con calcare locale (detto mazzarro). Nel V secolo a.C. fu dotato di un tetto fittile con decorazione policroma di tradizione ionica, con protomi leonine e doccioni.
Nelle vicinanze del tempio vennero rinvenuti infatti, durante gli scavi del 1926, numerosi resti dell'antica decorazione in terracotta, statuette, ceramiche e altri pezzi di colonne esposti al Museo archeologico nazionale di Metaponto.

## Come raggiungere
Per raggiungere le Tavole Palatine dalla Strada Statale 106 "Jonica" da Taranto e Reggio Calabria bisogna uscire all'uscita Metaponto-Tavole Palatine e seguire le indicazioni presenti in loco (in macchina) mentre via treno bisogna scendere alla Stazione di Metaponto o al Terminal Bus della stazione tramite autobus.